# Facultad de Ciencias Jurídicas y Sociales de la Universidad Austral de Chile
La Facultad de Ciencias Jurídicas y Sociales de la Universidad Austral de Chile es la facultad de Derecho de dicha casa de estudios chilena, ubicada en la ciudad de Valdivia, Región de los Ríos. Fue fundada el año 1989, siendo al momento de su creación la única facultad de Derecho al sur de Concepción. En ella se imparten actualmente el programa de pregrado en Derecho y además de diversos diplomados, postítulos, programas de especialización y un doctorado.
El edificio de la facultad está en el Campus Isla Teja de la Universidad Austral de Chile encontrándose inserta en un medio ambiente único en directo contacto con la naturaleza. En julio de 2011 la Facultad logró renovar su acreditación por seis años por la Comisión Nacional de Acreditación. En enero de 2018, la Facultad renovó su acreditación, hasta enero de 2024.

## Historia
Si bien años anteriores se estudiaba la idea de crear una Facultad de Derecho en el sur de Chile, aparte de la ciudad de Concepción, no fue sino hasta finales de la década de los ochenta cuando esa idea se concretó. El trabajo que realizaron connotados abogados de la ciudad se vio concretado finalmente el 29 de diciembre de 1989 cuando, por medio de un Decreto de Rectoría, se creó la Facultad de Ciencias Jurídicas y Sociales de la Universidad Austral.
El siguiente pasó que dio la Facultad fue la construcción de su actual edificio que fue finalizado en el año 1998. Hoy alberga el Decanato, la Escuela de Derecho, el Centro de Alumnos, la Dirección de los Institutos, la Escuela de Pregrado y la de Postgrado, y dos oficinas: de Vinculación con el Medio, y la de Aseguramiento de la Calidad.
En 2018, la Facultad decidió expandirse, abriendo la carrera de Derecho en la sede Puerto Montt de la Universidad.
La Facultad de Ciencias Jurídicas y Sociales cuenta con una de las plantas académicas más numerosas dentro del país, la cual incluye a veinticinco doctoras y doctores en Derecho con jornada completa. Asimismo, cuenta entre sus docentes a profesionales de primer nivel en las regiones de Los Ríos y de Los Lagos, en condición de profesores adjuntos. Sus académicas y académicos han dirigido numerosos proyectos de investigación financiados por la Comisión Nacional de Investigación Científica y Tecnológica. Su revista, altamente prestigiosa a nivel nacional e internacional, está indexada en diversos índices, entre ellos la redes Scielo y Scopus.

## Autoridades

### Decanos
Quienes han ejercido como decanos de esta facultad son:
| Nombre                      | Período   |
| --------------------------- | --------- |
| Félix Urcullú Molina        | 1989-1991 |
| Karin Exss Krugmann         | 1991-1998 |
| Juan Carlos Ferrada Bórquez | 1998-2004 |
| Juan Andrés Varas Braun     | 2004-2010 |
| Susan Turner Saelzer        | 2010-2013 |
| Andrés Bordalí Salamanca    | 2013-2016 |
| Juan Andrés Varas Braun     | 2016-2022 |
| Daniela Accatino Scagliotti | 2022-     |

### Actuales Autoridades
- Decano: Daniela Accatino Scagliotti
- Prodecano: Felipe Paredes Paredes
- Director Escuela Pregrado Valdivia: Sebastián Ríos Labbé
- Directora Escuela Pregrado Puerto Montt: Pamela Mendoza Alonzo
- Director Escuela Postgrado: Jordi Delgado Castro
- Secretaria Académica: María Paz Gatica Rodríguez
- Directora Revista de Derecho: Susan Turner Saelzer
- Directora de Vinculación con el Medio: Patricia Toledo Zúñiga

### Postgrado
Diplomados
- Diplomado en Derecho Tributario.
- Diplomado en Derechos Humanos.

Magíster
- Magíster en Cultura Jurídica.

Doctorado
- Doctorado en Derecho.